# Arthur Arz von Straußenburg
Baron Arthur Arz von Straußenburg, avstrijski general in vojaški zgodovinar, * 16. junij 1857, Hermannstadt, danes Sibiu (Romunija), † 1. junij 1935, Budimpešta.

## Dela
- Zur Geschichte des Großen Krieges 1914–1918 : Aufzeichnungen. Wien, 1924.
- Kampf und Sturz der Kaiserreiche. Wien, 1935.